# Die Friesen

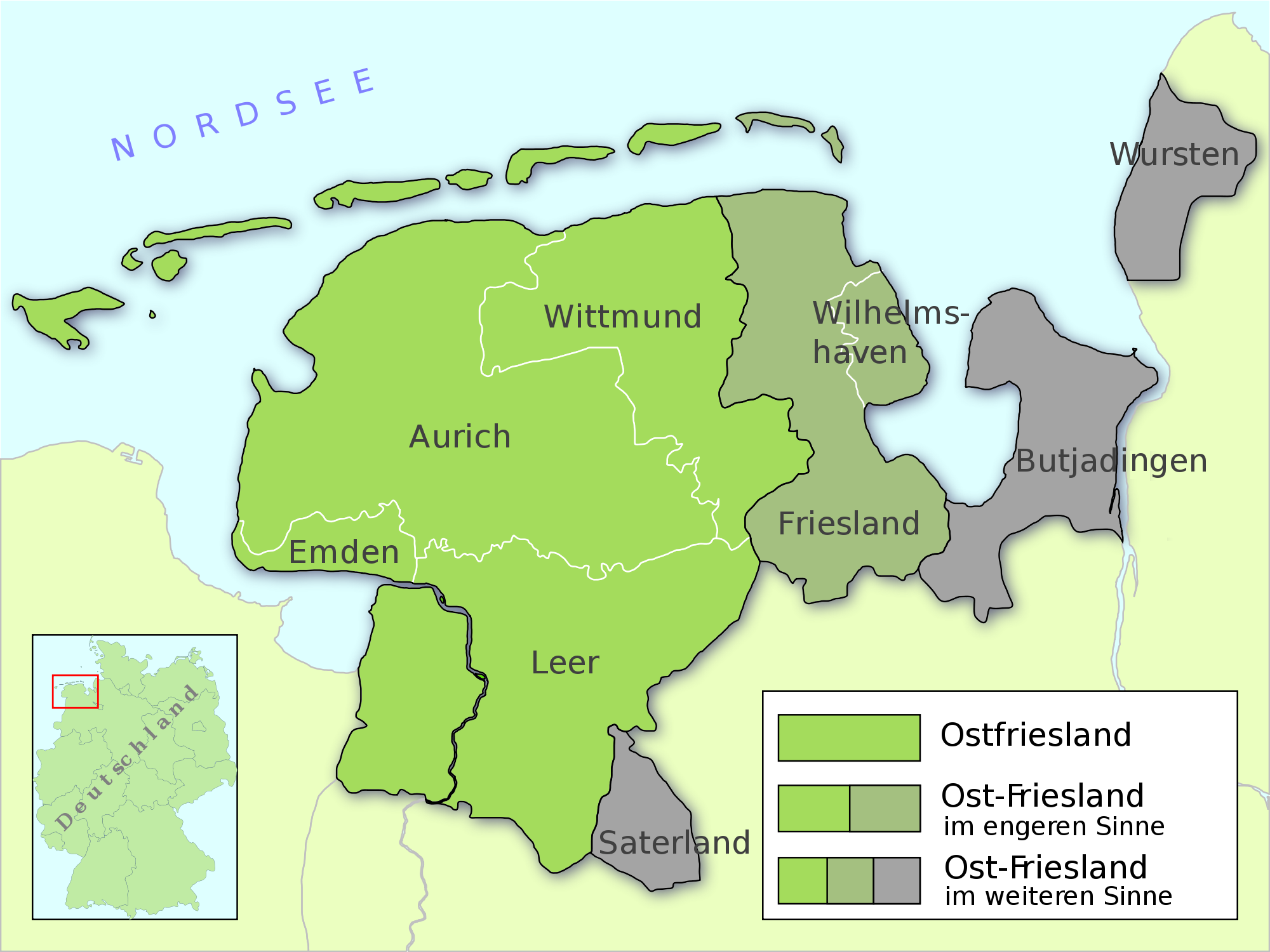
Ost-Friesland, der regionale Schwerpunkt der Partei

Die Friesen war eine deutsche politische Partei. Sie setzte sich für die Interessen der nationalen Minderheit der Friesen in Niedersachsen ein. Sie war dreisprachig (hochdeutsch, ostfriesisches Platt und saterfriesisch) ausgerichtet und führte gemäß Satzung dementsprechend auch die Namen De Freesen und Do Fräisen. Am 7. Mai 2023 löste sich die Partei auf, da sie durch Mitgliedermangel handlungsunfähig wurde.

## Inhaltliches Profil
Die Partei trat laut Webseite und Zeitungsmeldungen ein für Selbstbestimmung mit direkt gewähltem Regionalparlament, besseren Küstenschutz im Zeichen des Klimawandels, regionale Wirtschafts- und Agrarförderung, bessere Eisenbahnverbindungen und Erhaltung und Förderung der regionalen Sprache (durch Einführung von Plattdeutsch als Pflichtfach in der Schule) und Kultur.
Ein weiterer Schwerpunkt der Politik der politischen Vereinigung Die Friesen war die Energieversorgung, wobei sie geplante Neubauten von Kohlekraftwerken entschieden ablehnte. Sie vertrat in allen friesischen Regionen die Weiterführung und Innovation der Wind- und Solarenergie.
Ihr Schwerpunkt lag laut eigenen Angaben im traditionellen Siedlungsgebiet der Friesen in der Bundesrepublik Deutschland.

## Struktur
Als oberste Organe der politische Organisation wurden die Mitgliederversammlung, der Bundesvorstand und der Hauptausschuss genannt.

### Mitgliederversammlung
Die Mitgliederversammlung setzte sich aus sämtlichen Mitgliedern der politischen Vereinigung zusammen.

### Vorstand
| Vorsitzender        | Thomas Möller-Tobiassen                                 |
| Schatzmeister       | Helga Tobiassen                                         |
| Schriftführer       | Stefan Gaidies                                          |
| Beisitzer (alphab.) | Ralf Bieneck, Frank Thomas Burmeister, Holger Kleihauer |

### Parteivorsitzende
| Zeitraum                          | Name                    |
| 11. Juli 2007 bis 14. Mai 2011    | Arno Rademacher         |
| 14. Mai 2011 bis 22. August 2013  | Eike Steinig            |
| 22. August – 23. November 2013    | Ralf Bieneck (komm.)    |
| 23. November 2013 bis 5. Mai 2018 | Ralf Bieneck            |
| 5. Mai 2018 bis 7. Mai 2023       | Thomas Möller-Tobiassen |

### Bekannte Mitglieder
Der Sprachwissenschaftler Marron Curtis Fort wurde wegen seiner Verdienste um die Erhaltung der saterfriesischen und plattdeutschen Sprache als Ehrenmitglied aufgenommen.

## Geschichte
Die Gründungsversammlung mit Wahl des Vorstandes fand am 11. Juli 2007 statt. Bei der Landtagswahl 2008 in Niedersachsen trat die Partei mit einer Landesliste und drei Direktkandidaten in den Wahlkreisen Leer (83), Leer/Borkum (84) und Aurich (86) an. Landesweit erreichte sie 0,3 Prozent der Zweitstimmen. Ihr bestes Ergebnis erzielte sie im Wahlkreis Leer/Borkum mit 4,5 Prozent.
Am 11. April 2008 wurde die Partei in die Europäische Freie Allianz (EFA) als Mitglied mit Beobachterstatus aufgenommen, am 12. April 2009 wurde sie Vollmitglied. Ab 2019 wurde sie nicht mehr als Mitglied geführt.
Am 11. September 2011 traten „Die Friesen“ zum ersten Mal bei Kommunalwahlen in Niedersachsen an, allerdings noch nicht flächendeckend in ihrem Arbeitsgebiet. Dabei zog die Partei mit je einem Kandidaten in den Kreistag Leer, die Samtgemeinderäte von Brookmerland und Hesel sowie in den Gemeinderat von Rhauderfehn ein. Außer in Brookmerland wurden diese Mandate auch 2016 gehalten, ab 2021 stellte die Partei nur noch je einen Vertreter in den Räten von Hesel und Friedeburg.
Am 3. Februar 2015 wurden „Die Friesen“ aus der Unterlagensammlung des Bundeswahlleiters gemäß § 2 Abs. 2 Satz 1 PartG herausgenommen.
Nachdem die Partei 2013 und 2017 nicht zu den Landtagswahlen in Niedersachsen angetreten war, kandidierte ein Einzelbewerber der Friesen bei der Wahl 2022 im Wahlkreis Wittmund/Inseln und erzielte dort 1,5 % der Erststimmen.
Am 7. Mai 2023 gab die Partei ihre Auflösung bekannt, da sie zu wenige Mitglieder hatte und der Vorstand die Posten nicht mehr belegen konnte. Die Auflösung wurde einstimmig beschlossen.

## Beziehung zur Sperrklausel als Partei einer nationalen Minderheit
Bei der Landtagswahl 2008 forderte die Partei „Die Friesen“ vergeblich, als Partei einer nationalen Minderheit von der Sperrklausel befreit zu werden. Das darauf folgende Verfahren behandelte Aspekte des Minderheitenwahlrechts.
Es wurde bestätigt, dass die friesische Volksgruppe eine nationale Minderheit im Sinne des Völkerrechts und deutschen Rechts ist. Das hatte die niedersächsische Landesregierung in Frage gestellt. Gerichtlich wurde bestätigt, dass die Länder selbständig entscheiden, inwiefern man Minderheitenparteien eine Ausnahme von der Sperrklausel zugestehen will. Die Partei hatte gefordert, bei Landtagswahlen mit den Dänen in Schleswig-Holstein und den Sorben in Brandenburg gleichgestellt zu werden. Das wurde abgelehnt, weil dies dem Landesrecht untersteht. Auch konnte der Regelung im Bundestagswahlgesetz für Parteien nationaler Minderheiten nicht entnommen werden, dass diese analog für Landtagswahlen gelten müsste.
Obwohl das Rahmenübereinkommen zum Schutz nationaler Minderheiten und die Venedig-Kommission Empfehlungen zur verbesserten Teilnahme nationaler Minderheiten gegeben haben, stelle die Ausnahme von der Sperrklausel nur eine von mehreren möglichen Maßnahmen dar. Die genaue Bemessung stehe dem Gesetzgeber zu. Die zentrale Forderung der Partei, von der Sperrklausel ausgenommen zu werden, wurde daher von den Gerichten abgewiesen.

### Hintergrund
Bei Bundestagswahlen sind „Parteien nationaler Minderheiten“ von der Sperrklausel (Bundestagswahlgesetz § 6 Abs. 3) sowie von der Sammlung von Wählerunterschriften bei der Kandidatenaufstellung (§ 20 Abs. 2, § 27 Abs. 1) ausgenommen. Das gilt seit Einführung der bundesweiten 5 %-Hürde vor der Bundestagswahl 1953. Außerdem gibt es Sonderregelungen über die Parteienfinanzierung.
Bei Landtagswahlen bestehen entsprechende Regelungen nur im Landtagswahlgesetz Schleswig-Holsteins („Parteien der dänischen Minderheit“, nicht erwähnt sind friesische Parteien) sowie Brandenburgs (§ 3 Abs. 1, „Parteien, politischen Vereinigungen oder Listenvereinigungen der Sorben“). Obwohl die größte Zahl der Sorben in der sächsischen Oberlausitz wohnt, enthält das Landtagswahlgesetz Sachsens keine Ausnahmeregelung.
Die Bundesregierung erkennt vier nationale Minderheiten an, darunter die Friesen in Schleswig-Holstein und Niedersachsen.

### Klage nach der Landtagswahl 2008
In einem Schreiben an den Präsidenten des Niedersächsischen Landtages im Dezember 2007 forderte die Partei aufgrund ihrer Position als Minderheitenvertretung die Ausnahme von der Fünf-Prozent-Hürde. Der Landeswahlleiter lehnte die Ersuchung ab. Nach der Landtagswahl am 27. Januar 2008 legte die Partei eine Wahlklage ein.
Im Einvernehmen mit dem Landesinnenministerium fand der Landeswahlleiter im Schreiben vom 9. Mai 2008 die Klage zulässig, aber unbegründet. Es wurden mehrere Gründe angegeben:
- „Bereits die Einstufung der Volksgruppe der Friesen als nationale Minderheit sei äußerst fraglich.“
- ein eventueller Minderheitenstatus bringe keine Verpflichtung zur Ausnahme von der Sperrklausel mit sich, da dies nicht in der Landesverfassung oder im Landeswahlgesetz vorgesehen sei,
- Analogien zu den Regeln des Bundeswahlgesetzes oder zur Lage der dänischen Minderheit in Schleswig-Holstein (SSW) seien unzulässig, da die Frage Landesrecht sei;
- auch wenn der Status als nationale Minderheit gegeben wäre, sei fraglich, ob die Partei „Die Friesen“ als die Partei der friesischen Minderheit gelte.[11][12]

Nach Hörung im Wahlprüfungsausschuss am 2. Februar 2009 entschied der Landtag am 19. Februar, die Klage abzuweisen.

#### Position der Landesbehörden
Die Landesregierung bestritt in ihrer Sachdarstellung weitgehend den Status der Friesen als nationale Minderheit. Zum Ersten gebe es weder eine allgemeinverbindliche völkerrechtliche noch eine nationale Definition des Minderheitenbegriffs. Im Rahmenübereinkommen zum Schutz nationaler Minderheiten habe man darauf verzichtet, den Begriff zu definieren, da alle Staaten des Europarates sich nicht auf eine gemeinsame Definition hätten einigen können. Die Landesregierung und der Staatsgerichtshof verwiesen u. a. auf die Erklärung, die die Bundesregierung beim Beitritt zum Rahmenübereinkommen abgegeben hatte:

„Das Rahmenübereinkommen enthält keine Definition des Begriffs der nationalen Minderheiten. Es ist deshalb Sache der einzelnen Vertragsstaaten zu bestimmen, auf welche Gruppen es nach der Ratifizierung Anwendung findet. Nationale Minderheiten in der Bundesrepublik Deutschland sind die Dänen deutscher Staatsangehörigkeit und die Angehörigen des sorbischen Volkes mit deutscher Staatsangehörigkeit. Das Rahmenübereinkommen wird auch auf die Angehörigen der traditionell in Deutschland heimischen Volksgruppen der Friesen deutscher Staatsangehörigkeit und der Sinti und Roma deutscher Staatsangehörigkeit angewendet.“

Die Landesregierung meinte dazu:

„Doch auch die im Rahmen der Feststellungskompetenz der Vertragsstaaten ergangene präzisierende Erklärung der Bundesregierung zum Rahmenübereinkommen gewähre den Friesen den behaupteten Minderheitenstatus nicht. … Nach dem eindeutigen Wortlaut der Erklärung sei die Volksgruppe der Friesen keine nationale Minderheit in Deutschland. Als solche würden ausschließlich Dänen und Sorben benannt. Die Erklärung erkläre das Rahmenübereinkommen lediglich auf die Friesen sowie die Sinti und Roma für anwendbar. Gerade diese Differenzierung innerhalb der von der Mehrheitsbevölkerung abweichenden Gruppen mit eigener Identität, die traditionell in Deutschland heimisch seien, mache deutlich, dass den Friesen im Gegensatz zu Dänen und Sorben offenbar bewusst nicht der rechtliche Status als nationale Minderheit verliehen werden sollte. In der Tat heiße es in der Erklärung weiterhin: ‚Die Mehrheit der Friesen betrachtet sich nicht als nationale Minderheit, sondern als Volksgruppe im deutschen Volk mit besonderer Sprache, Herkunft und Kultur.‘ Folgerichtig würden die Friesen von der Bundesregierung nicht unter den Begriff der nationalen Minderheit subsumiert, sondern lediglich der Anwendungsbereich des Rahmenübereinkommens auf die Volksgruppe der Friesen ausgedehnt.“

Laut dieser Interpretation würden nur die Dänen und Sorben als vollwertige nationale Minderheiten anerkannt, die Friesen sowie Sinti und Roma aber bewusst nicht, sondern diese hätten einen anderen Status, bei dem das Rahmenabkommen „anwendbar“ sei.
Die Sachdarstellung zitiert einen Satz, der fälschlicherweise der Erklärung der Bundesregierung zugeschrieben wird: „Die Mehrheit der Friesen betrachtet sich nicht als nationale Minderheit, sondern als Volksgruppe im deutschen Volk mit besonderer Sprache, Herkunft und Kultur.“
Dieser Satz stammt jedoch nicht von der offiziellen (und kurzen) Erklärung der Bundesregierung, sondern von der begleitenden Denkschrift. Das Kapitel Zum Anwendungsbereich in Deutschland der Denkschrift erklärt, dass die Anwendung des Rahmenübereinkommens auf alle vier Volksgruppen zutreffe und sichergestellt sei, auch wenn „die Mehrheit der Friesen“ sich als „Volksgruppe im deutschen Volk mit besonderer Sprache, Herkunft und Kultur“ beträchten bzw. die Sinti und Roma eine geographisch verstreute, traditionell in Deutschland heimische Volksgruppe sei. Ein Kapitel mit Darstellungen der einzelnen Volksgruppen gibt an: „Friesen leben in Deutschland im Norden des Landes Schleswig-Holstein und im Nordwesten des Landes Niedersachsen.“ Zur traditionell strittigen Frage der nationalen Identität der Nordfriesen werden beide Positionen ausgelegt, einerseits: „Die Mehrheit der Nordfriesen versteht sich als eine Gruppe im deutschen Volk mit eigener Sprache, Geschichte und Kultur“ und andererseits: „Eine Minderheit der Nordfriesen betrachtet die Friesen als eigenständiges Volk. Sie sind im Foriining for nationale Friiske (Verein nationaler Friesen) organisiert …“. Die spezifische Darstellung der Ostfriesen ist in der Denkschrift sparsam: „Im niedersächsischen Ostfriesland ist das Ostfriesische ausgestorben. Nur im Saterland nahe der Grenze zu den Niederlanden wird von etwa 2 000 Personen noch das zur ostfriesischen Sprachgruppe gehörende Saterfriesisch gebraucht.“ und: „Als Dachorganisation der Friesen vereinigt der Friesenrat die Nordfriesen und Ostfriesen in Deutschland mit den in den Niederlanden lebenden Westfriesen.“ Zum Artikel 15 des Rahmenabkommens, der den Staat dazu verpflichtet, die Teilnahme der Minderheiten am gesellschaftlichen Leben und öffentlichen Angelegenheiten zu sichern, gibt die Denkschrift u. a. an: „bereits verwirklichte Maßnahmen sind z. B. – zur Erleichterung der parlamentarischen Vertretung – die Befreiung von Parteien der nationalen Minderheiten von Sperrklauseln im Wahlrecht für den Deutschen Bundestag und die Landtage der Länder Brandenburg und Schleswig-Holstein … die Bildung eines Gremiums für Fragen der friesischen Bevölkerungsgruppe beim Schleswig Holsteinischen Landtag.“ Die Denkschrift verweist ferner auf Punkt 80 des anschließend gedruckten erläuternden Berichts des Europarates zum Rahmenübereinkommen. Ziel des Artikels 15 im Sinne der Teilnahme an öffentlichen Angelegenheiten sei es vor allem „die tatsächliche Gleichheit zwischen Angehörigen nationaler Minderheiten und Angehörigen der Mehrheit zu fördern“. Unter Maßnahmen, die gefördert werden, wird genannt: „wirksame Beteiligung von Angehörigen nationaler Minderheiten an Entscheidungsprozessen und gewählten Gremien sowohl auf nationaler als auch auf kommunaler Ebene“.
Insgesamt legte die Landesregierung die begleitenden Texte zum Abkommen so aus, dass die beiden zusätzlichen Volksgruppen (Friesen bzw. Sinti und Roma) von den „nationalen Minderheiten“ auszugrenzen oder zu differenzieren wären, und ihnen somit nicht unbedingt die gleichen Rechte zukämen. Der Verfasser der Sachdarstellung der Landesregierung meinte auch, die Bewertung des Beauftragten der Bundesregierung für Aussiedlerfragen und nationale Minderheiten ablehnen zu können:

„In Anbetracht des eindeutigen Wortlauts dieser Erklärung sei das Schreiben des Beauftragten der Bundesregierung für Aussiedlerfragen und nationale Minderheiten … nicht recht nachvollziehbar. Keinesfalls könne das Schreiben entgegen dem Wortlaut der in Gesetzeskraft erwachsenen Erklärung der Bundesregierung den Status der Friesen als nationale Minderheit begründen.“

Bei ihrer zurückhaltenden Einstellung wich die Landesregierung von der heute üblichen und ganz gegenteiligen Auffassung ab, dass die Erklärung den Geltungsbereich explizit auf Friesen sowie Sinti und Roma ausdehnen soll, damit diese den gleichen rechtlichen Status wie „die nationalen Minderheiten“ (Dänen und Sorben) erlangen. Das juristische Werk Handbuch der Grundrechte (2017) gibt dazu an, dass das Rahmenabkommen für die Friesen sowie Sinti und Roma „entsprechend zur Anwendung komme“, und dass diese als „den Minderheiten rechtlich gleichgestellte Volksgruppen anerkannt“ seien. Das Werk bemerkt weiter, dass Niedersachsen eine Sonderstellung unter den Bundesländern mit Siedlungsgebieten von Minderheiten einnehme, da die Landesverfassung keine Minderheitenschutzvorschrift enthalte. Bei den Verhandlungen zur 1993 angenommenen Verfassung hätten SPD und Grüne einen Minderheitenschutzartikel gefordert; außerdem habe die FDP ausdrücklich die friesische Volksgruppe erwähnen wollen. Ferner ist zu bemerken, dass das Rahmenabkommen nur für autochthone (heimische) Minderheiten gilt, wobei die bisherige Politik überhaupt scharf zwischen diesen und den zugewanderten Minderheiten unterscheidet; daher könnte der Wortlaut der Bundesregierungserklärung von 1995 auch den Zweck haben, den Geltungsbereich nicht künftig auf Zuwanderungsminderheiten auszudehnen.
In aktuellen (2021) Internetpräsenzen der Bundesregierung, des Minderheitenbeauftragten und des Bundeswahlleiters werden die vier Volksgruppen ohne Vorbehalte gemeinsam als „nationale Minderheiten“ genannt.
Die Sachdarstellung der Landesregierung war ferner der Meinung, dass eine Befreiung der Partei „Die Friesen“ von der 5 %-Sperrklausel den Grundsatz der Wahlgleichheit verletzen würde. Dieser Einwand wurde auch mehrmals gegen die Partei der dänischen Minderheit (SSW) zum Ausdruck gebracht, jedoch 2005 vom Bundesverfassungsgericht und 2013 vom Schleswig-Holsteinischen Verfassungsgericht abgewiesen.

#### Niedersächsischer Staatsgerichtshof
Am 6. April 2009 legten „Die Friesen“ Wahlprüfungsbeschwerde beim Niedersächsischen Staatsgerichtshof ein. Dieser verwarf am 30. April 2010 die Klage als unbegründet, da die niedersächsische Verfassung keine Ausnahmen von der Sperrklausel für Minderheiten vorsehe. Ferner wies der Staatsgerichtshof auf Urteile des Bundesverfassungsgericht, wonach das Grundgesetz nicht zu Ausnahmen für Parteien nationaler Minderheiten verpflichte. Zwar gebe es solche Regelungen im Bundeswahlgesetz sowie im Landeswahlrecht Schleswig-Holsteins und Brandenburgs; jedoch gäben die Landesverfassungen dieser beiden Länder Garantien zu Minderheitenrechte, die sich in der Verfassung Niedersachsens nicht widerspiegele. Der Staatsgerichtshof meinte, dass die geforderten Rechte weder von der EMRK noch von der Rahmenübereinkommen zum Schutz nationaler Minderheiten Art. 15 abgeleitet werden könnten. Ferner wies der Staatsgerichtshof auf den Ermessensspielraum des Gesetzgebers hin. Aus diesen Gründen nahm der Staatsgerichtshof keine Stellung zu den Fragen, ob die Friesen als nationale Minderheit qualifiziert sei, oder ob die Partei „Die Friesen“ diese nationale Minderheit vertrete.

#### Menschenrechtsgerichtshof
Seit 2010 lag eine offizielle Beschwerde gegen die Bundesrepublik Deutschland beim Europäischen Gerichtshof für Menschenrechte (EGMR) in Straßburg vor. Am 28. Januar 2016 entschied der EGMR, dass die 5-%-Hürde nicht gegen die Europäische Menschenrechtskonvention (EMRK), Artikel 14 (Diskriminierungsverbot) verstößt.
Die Regierung war beim EGMR mit der Voraussetzung einverstanden, dass die Friesen eine nationale Minderheit im Sinne des Rahmenabkommens seien. Die Beschreibungen „nationale Minderheit“ bzw. „Volksgruppe“ in der Erklärung der Bundesregierung von 1995 stelle keine rechtliche Differenzierung da. Der Gebrauch unterschiedlicher Begriffe beruhe ausschließlich auf einen ausdrücklichen Wunsch der Friesen, weil das Wort „Minderheit“ damals negative Konnotationen habe. Jedoch bestritt die Regierung, dass die Partei „Die Friesen“ bei weniger als 100 Mitgliedern das friesische Volk oder die Ostfriesen in Niedersachsen vertrete.
Der EGMR bestätigte, dass die Länder im deutschen föderativen System die Autonomie haben, ihr Wahlrecht selbständig einzurichten. Das Recht anderer Bundesländer (betreffend Dänen in Schleswig-Holstein und Sorben in Sachsen) könnten daher nicht die Rechtslage in Niedersachsen beeinflussen.
Der EGMR fand nicht, dass die Rahmenkonvention (oder andere Rechtsquellen) zu einer Ausnahme von der Sperrklausel für die Partien nationaler Minderheiten verpflichte. Insbesondere wies der EGMR auf ein Urteil über eine Klage der Südtiroler Volkspartei gegen Italien hin. Jedoch stamme dieses Urteil von der Zeit vor dem Inkrafttreten der Rahmenkonvention. Obwohl die Rahmenkonvention die politische Teilnahme der Minderheiten betone, stelle die Ausnahme von der Sperrklausel nur eine von mehreren möglichen Maßnahmen dar.
Die (nichtbindenden) Empfehlungen der beratenden Venedig-Kommission des Europarates wurden auch von sowohl der Regierung als der EGMR erwähnt. Diese Kommission hat 2005 empfohlen, dass die Wahlgesetzgebung positive Maßnahmen für die Teilhabe nationaler Minderheiten fördere. Die Kommission sprach u. a. aus:
- … wenn das Wahlgesetz eine Mindestklausel vorsieht, [muss] deren potenziell negative Auswirkung auf die Teilnahme nationaler Minderheiten am Wahlprozess sorgfältig berücksichtigt werden … Ausnahmeregelungen von der Mindestklausel haben sich als erfolgreich erwiesen, um die Vertretung nationaler Minderheiten in gewählten Körperschaften zu stärken.
- Mindestklauseln bei Wahlen sollten die Chancen nationaler Minderheiten, vertreten zu sein, nicht beeinträchtigen.
- Wahlbezirke (Anzahl, Größe und Form, Bedeutung) können mit dem Ziel ausgestaltet werden, die Teilhabe von Minderheiten am Entscheidungsprozess zu verbessern.[12]

## Belege
1. 1 2  Partei hat sich aufgelöst: „Die Friesen“ gibt es nicht mehr. In: Ostfriesen-Zeitung. 11. Mai 2023, abgerufen am 12. Juli 2023.
2. ↑  Bundeswahlleiter.de: Satzung der Partei Die Friesen (Memento vom 1. November 2013 im Internet Archive) (PDF; 224 kB) § 3.2, eingesehen am 19. September 2012.
3. ↑  Übersicht der Vorstandsmitglieder, Satzung und Programm der Partei Die Friesen (Memento vom 1. November 2013 im Internet Archive) (PDF; 224 kB)
4. 1 2  Der Bundeswahlleiter: VERZEICHNIS der Parteien und politischen Vereinigungen, die gemäß § 6 Absatz 3 Parteiengesetz beim Bundeswahlleiter Parteiunterlagen hinterlegt haben. In: Ausgewählte Daten politischer Vereinigungen. Der Bundeswahlleiter, 31. Dezember 2016, S. 20 von 236, abgerufen am 1. Oktober 2017.
5. ↑  http://www.e-f-a.org/member-parties
6. ↑  Sächsisches Wahlgesetz, auf revosax.sachsen.de
7. ↑  Martin Fehndrich: Sonderrechte für Parteien nationaler Minderheiten, Wahlrechtslexikon, wahlrecht.de, 2005; aktualisiert am 31. Dezember 2012, abgerufen am 29. September 2021
8. 1 2  Voraussetzungen für die Anerkennung als nationale Minderheit, Wissenschaftliche Dienste, Deutscher Bundestag, 2012; WD 3 – 3000 – 101/12
9. ↑  Nationale Minderheiten in Deutschland,

Bundesministerium des Innern, für Bau und Heimat; abgerufen am 10. Januar 2024
10. ↑  Badische Neueste Nachrichten, 29. Dezember 2007
11. 1 2 3  Beschlussempfehlung, Wahlprüfungsausschuss, Niedersächsischer Landtag, Drucksache 16/914, 2. Februar 2009; Anlage 10, S. 28–33
12. 1 2 3 4  Partei „Die Friesen“ gegen Deutschland, 65480/10, Urteil vom 28. Januar 2016, Europäischer Gerichtshof für Menschenrechte; nichtamtliche Übersetzung des Bundesjustizministeriums
13. ↑  Rainer Grote: Menschenrechte und Minderheiten, in: Völkerrechtliche Praxis der Bundesrepublik Deutschland im Jahre 1995, Max-Planck-Institut für ausländisches öffentliches Recht und Völkerrecht
14. ↑  Bekanntmachung über das Inkrafttreten des Rahmenübereinkommens des Europarats vom 1. Februar 1995 zum Schutz nationaler Minderheiten vom 1. Dezember 1997, Bundesgesetzblatt, 1998, Teil II, Nr. 2
15. ↑  Merten/Papier (Hg.): Landesgrundrechte in Deutschland, Band VII des: Handbuch der Grundrechte in Deutschland und Europa, C.F. Müller, 2017
16. ↑  Nationale Minderheiten, Staatsministerin für Kultur und Medien, bundesregierung.de
17. ↑  Nationale Minderheiten in Deutschland und Sprachgruppe Niederdeutsch, Beauftragter der Bundesregierung für Aussiedlerfragen und nationale Minderheiten
18. ↑  Nationale Minderheiten, Der Bundeswahlleiter, Stand: 17. Januar 2019
19. ↑  SSW behält Sonderrolle in Schleswig-Holstein (Memento des Originals vom 30. September 2021 im Internet Archive)  Info: Der Archivlink wurde automatisch eingesetzt und noch nicht geprüft. Bitte prüfe Original- und Archivlink gemäß Anleitung und entferne dann diesen Hinweis., Hannoversche Allgemeine, 13. September 2013
20. ↑  Rahmenübereinkommen zum Schutz nationaler Minderheiten, auf rm.coe.int
21. ↑  staatsgerichtshof.niedersachsen.de: Wahlprüfungsbeschwerde der Partei „Die Friesen“ als offensichtlich unbegründet verworfen, eingesehen am 10. September 2010.